# بورسر (مقاطعة تشالوس)
بورسر (بالفارسية: بورسر) هي قرية تقع في قسم كلارستاق الشرقي الريفي (مقاطعة تشالوس) في إيران. يقدر عدد سكانها بـ 243 نسمة .